# Joseph Fortuné Théodore Eydoux
Joseph Fortuné Théodore Eydoux, né le 23 avril 1802 à Toulon (Var) et mort le 6 juillet 1841 à Saint-Pierre (Martinique), fut chirurgien de la Marine française à partir de 1821.

## Biographie
Le 7 mai 1840, il est nommé second médecin en chef à la Martinique.
Il participa aux expéditions de la Favorite et de la Bonite. Il termina sa vie à l'hôpital naval de la Martinique (Saint-Pierre).
Il est l'auteur de travaux naturalistes qu'il signe avec Paul Gervais (1816-1879).